# Federación Uruguaya de Taekwondo
La Federación Uruguaya de Taekwondo, también conocida por el acrónimo FUT, es el organismo rector del Taekwondo en el Uruguay.

## Historia
En el año 1975 llega a Uruguay, más exactamente a la ciudad de Paysandú, el Maestro Byung Sup Lee, en ese momento 4to. Dan de la Federación Mundial de Taekwondo (WT). El Maestro Lee había emigrado de Corea en 1972 y tras breves estadías en Estados Unidos y en Argentina, decide radicarse en Paysandú.
Allí, en el mes de marzo de 1975, funda la primera Academia de Taekwondo del Uruguay, en un salón cedido por el Colegio Don Bosco y con el extrañado interés de muchos sanduceros de diversas edades. Mediante una incansable labor, propaga el Taekwondo por todo el Uruguay, llegando a Montevideo en agosto de ese año, a Melo, a Minas, entre otras ciudades. A partir de 1976 se radica definitivamente en Montevideo y abre Academias en varias instituciones deportivas, todas a su cargo.
En 1980, con la presencia de numerosos alumnos y amigos, se funda la Federación Uruguaya de Taekwondo con la presidencia a cargo de Jorge Flores. Ya para 1981 se comienzan los trámites de reconocimiento, estatutos, etc. que marcan las Leyes vigentes en la época.
En 1983 son reconocidos los estatutos de la Federación por el Ministerio de Educación y Cultura y en 1984 la Federación Uruguaya de Taekwondo es reconocida por la Comisión Nacional de Educación Física como "ente dirigente y rector del Taekwondo en el Uruguay" con todos los derechos y obligaciones que ello implica. En el año 1985 la Federación es admitida como miembro pleno en la Unión Panamericana de Taekwondo. En el año 1986 se oficializa el Ingreso de la Federación en el Comité Olímpico Uruguayo como miembro pleno. En el año 1987 la Federación Uruguaya de Taekwondo es aceptada como miembro pleno de la World Taekwondo (WT).
La Federación Uruguaya de Taekwondo es regida y cumple; en materia técnica, con todas las regulaciones y reglamentos de la World Taekwondo, siendo miembro pleno de ella, único representante legal en el Uruguay y además poseedor del registro del logo, sigla y marca WTF en el Uruguay; y en materia legal, con todas las leyes, reglamentaciones, regulaciones, decretos, etc. vigentes en la República, ya sean de carácter general o los específicos que controla la Secretaria Nacional de Deporte SENADE.
El 9  de abril en Santo Domingo, República Dominicana María Sara Grippoli hace historia al clasificar a los Juegos Olímpicos de Paris 2024, siendo el primer taekwondista uruguayo en clasificar y la primera mujer en clasificar a un JJOO en un deporte de contacto.

## Torneos 2024
| Fecha   | Lugar | Nombre             | Disciplina         |
| ------- | ----- | ------------------ | ------------------ |
| 06/2024 | CEDEC | COPA DEL EMBAJADOR | POOMSAE            |
| 07/2024 | Paris | Juegos Olimpicos   | KIORUGUI -49kg fem |
|         |       |                    |                    |

## Medallero Internacional
| Medalla                                                                        | Categoría       | Nombre                  |
|                                                                                |                 |                         |
| II JUEGOS PANAMERICANOS JUNIOR ASUNCIÓN 2025                                   |                 |                         |
| PLATA                                                                          | -49 KG          | María Sara Grippoli     |
| BRONCE                                                                         | -68 KG          | Matias López Bate       |
|                                                                                |                 |                         |
| XXIII CAMPEONATO PANAMERICANO RIO 2024                                         |                 |                         |
| BRONCE                                                                         | -49 KG          | María Sara Grippoli     |
| PLATA                                                                          | -74 KG          | Federico González Gómez |
|                                                                                |                 |                         |
| XII JUEGOS SURAMERICANOS Asunción 2022                                         |                 |                         |
| BRONCE                                                                         | -49 KG          | LIEGHIO, MARÍA SOFIA    |
| BRONCE                                                                         | -68 KG          | Federico González Gómez |
|                                                                                |                 |                         |
| III JUEGOS SURAMERICANOS DE LA JUVENTUD ROSARIO 2022                           |                 |                         |
| BRONCE                                                                         | -49 KG          | María Sara Grippoli     |
| BRONCE                                                                         | +73 KG          | LEITES, PEDRO           |
|                                                                                |                 |                         |
| I JUEGOS PANAMERICANOS JUNIOR CALI 2021                                        |                 |                         |
| BRONCE                                                                         | -49 KG          | Lieghio, Sofía          |
|                                                                                |                 |                         |
| XI JUEGOS SURAMERICANOS COCHABAMBA 2018                                        |                 |                         |
| BRONCE                                                                         | -57 KG          | ARZUAGA, Josefina       |
| BRONCE                                                                         | -80 KG          | RODRIGUEZ, JONATAN      |
| BRONCE                                                                         | HEAVY + 80 KG   | Braian_Elliot           |
|                                                                                |                 |                         |
| II JUEGOS SURAMERICANOS DE LA JUVENTUD SANTIAGO DE CHILE 2017                  |                 |                         |
| BRONCE                                                                         | FEATHER - 49 KG | ALFONSINA GRIPPOLI      |
|                                                                                |                 |                         |
| PANAMERICANO QUERÉTARO 2016                                                    |                 |                         |
| BRONCE                                                                         | HEAVY + 80 KG   | Braian_Elliot           |
|                                                                                |                 |                         |
| X JUEGOS SURAMERICANOS SANTIAGO DE CHILE 2014                                  |                 |                         |
| PLATA                                                                          | FLY - 58 KG     | Mayko Votta             |
| BRONCE                                                                         | HEAVY + 80 KG   | Braian_Elliot           |
|                                                                                |                 |                         |
| 7º CAMPEONATO PANAMERICANO JUNIOR DE TAEKWONDO , QUERETARO, MEXICO, 2013       |                 |                         |
| BRONCE                                                                         | HEAVY + 73 KG   | SENNA, César            |
|                                                                                |                 |                         |
| I JUEGOS SURAMERICANOS DE LA JUVENTUD LIMA 2013                                |                 |                         |
| PLATA                                                                          | FEATHER - 55 KG | VARELA, Federico        |
| ORO                                                                            | MIDDLE - 73 KG  | OLIVER, Santiago        |
| PLATA                                                                          | FEATHER - 49 KG | ARZUAGA, Josefina       |
|                                                                                |                 |                         |
| IX JUEGOS SURAMERICANOS MEDELLIN 2010                                          |                 |                         |
| BRONCE                                                                         | BATAM - 63 KG   | Mayko Votta             |
|                                                                                |                 |                         |
| VIII JUEGOS SURAMERICANOS BUENOS AIRES 2006                                    |                 |                         |
| PLATA                                                                          | LIGHT - 72 KG   | LEE, Daniel             |
|                                                                                |                 |                         |
| XIV CAMPOEONATO PANAMERICANO DE TAEKWONDO                                      |                 |                         |
| BRONCE                                                                         | LIGHT - 78 KG   | José_Wilkins_Giordano   |
|                                                                                |                 |                         |
| XIII TORNEO PANAMERICANO DE TAEKWONDO SANTO DOMINGO, REPÚBLICA DOMINICANA 2004 |                 |                         |
| BRONCE                                                                         | FIN - 54 KG     | Mayko Votta             |
|                                                                                |                 |                         |
| 2º CAMPEONATO PANAMERICANO JUNIOR DE TAEKWONDO, RIO DE JANEIRO, BRASIL 2003    |                 |                         |
| ORO                                                                            | WELTER - 63 KG  | SILVA, Juan             |
|                                                                                |                 |                         |
| VII JUEGOS SURAMERICANOS BRASIL 2002                                           |                 |                         |
| BRONCE                                                                         | FIN - 54 KG     | Mayko Votta             |
| BRONCE                                                                         | LIGHT - 72 KG   | LEE, Daniel             |
|                                                                                |                 |                         |
| 1er CAMPEONATO PANAMERICANO JUNIOR DE TAEKWONDO, VIÑA DEL MAR, CHILE 2001      |                 |                         |
| BRONCE                                                                         | WELTER - 63 KG  | ROMERO, Martín          |
|                                                                                |                 |                         |
| V JUEGOS SURAMERICANOS VALENCIA 1994                                           |                 |                         |
| PLATA                                                                          | HEAVY + 83 KG   | VICENTE, Álvaro         |
|                                                                                |                 |                         |
| IV JUEGOS SURAMERICANOS PERÚ 1990                                              | BATAM -63 KG    | VICENTE, Álvaro         |
|                                                                                | FEATHER - 49 KG | LUSCHER, Rodolfo        |
|                                                                                | WELTER - 63 KG  | FLORES, Jorge           |
|                                                                                |                 |                         |
| III JUEGOS SURAMERICANOS CHILE 1986                                            |                 |                         |
| PLATA                                                                          | HEAVY + 83 KG   | AGUERRIDO, Milton       |